# 南鹿児島駅
南鹿児島駅（みなみかごしまえき）は、鹿児島県鹿児島市南郡元町にある、九州旅客鉄道（JR九州）指宿枕崎線の駅である。
本項では、隣接する鹿児島市交通局の南鹿児島駅前停留場についても記す。

## 歴史
- 開設年不詳：鹿児島電気軌道が競馬場前駅[1]として開業[2]。
- 1928年（昭和3年）7月1日：鹿児島市電気局（現・鹿児島市交通局）に移管。
- 1928年（昭和3年）12月28日：軽便鉄道から軌道へ変更されたとともに、競馬場前停留場となる。
- 1944年（昭和19年）10月1日：鉄道駅として南鹿児島駅が開業[3]。
- 1956年（昭和31年）10月1日：競馬場前停留場が南港入口停留場に改称[2]。
- 1967年（昭和42年）1月1日：南港入口停留場が南鹿児島駅前停留場に改称[2]。
- 1987年（昭和62年）4月1日：国鉄の駅が国鉄分割民営化に伴い、九州旅客鉄道（JR九州）の駅となる。
- 2012年（平成24年）12月1日：JR九州の駅でICカード「SUGOCA」の利用が可能となる[4]。
- 2019年（令和元年）7月3日：大雨の影響で崖崩れが発生し、市電が運転を見合わせる（指宿枕崎線は7月2日より終日運休）。
- 2020年（令和2年）5月30日：JR九州の駅が駅遠隔案内システム（Smart Support Station）「ANSWER」の導入に伴い無人化[5][6]。

## 駅構造

### JR九州
島式ホーム1面2線を持つ地上駅。駅舎とホームは構内踏切で連絡している。
かつては有人駅であったが、2020年5月30日より駅遠隔案内システム（Smart Support Station）「ANSWER」の導入に伴い無人化された。
IC乗車カード「SUGOCA」の利用が可能で（相互利用可能ICカードはSUGOCAの項を参照）、簡易SUGOCA改札機が設置されている。SUGOCAの販売は行なっていない。
タッチパネル式の自動券売機（ICカード非対応・オレンジカード対応）、ICカードチャージ機が設置されている。

#### のりば
| 番線 | 路線        | 方向 | 行先                 |
| ---- | ----------- | ---- | -------------------- |
| 1    | ■指宿枕崎線 | 下り | 指宿・山川・枕崎方面 |
| 2    | ■指宿枕崎線 | 上り | 鹿児島中央方面       |

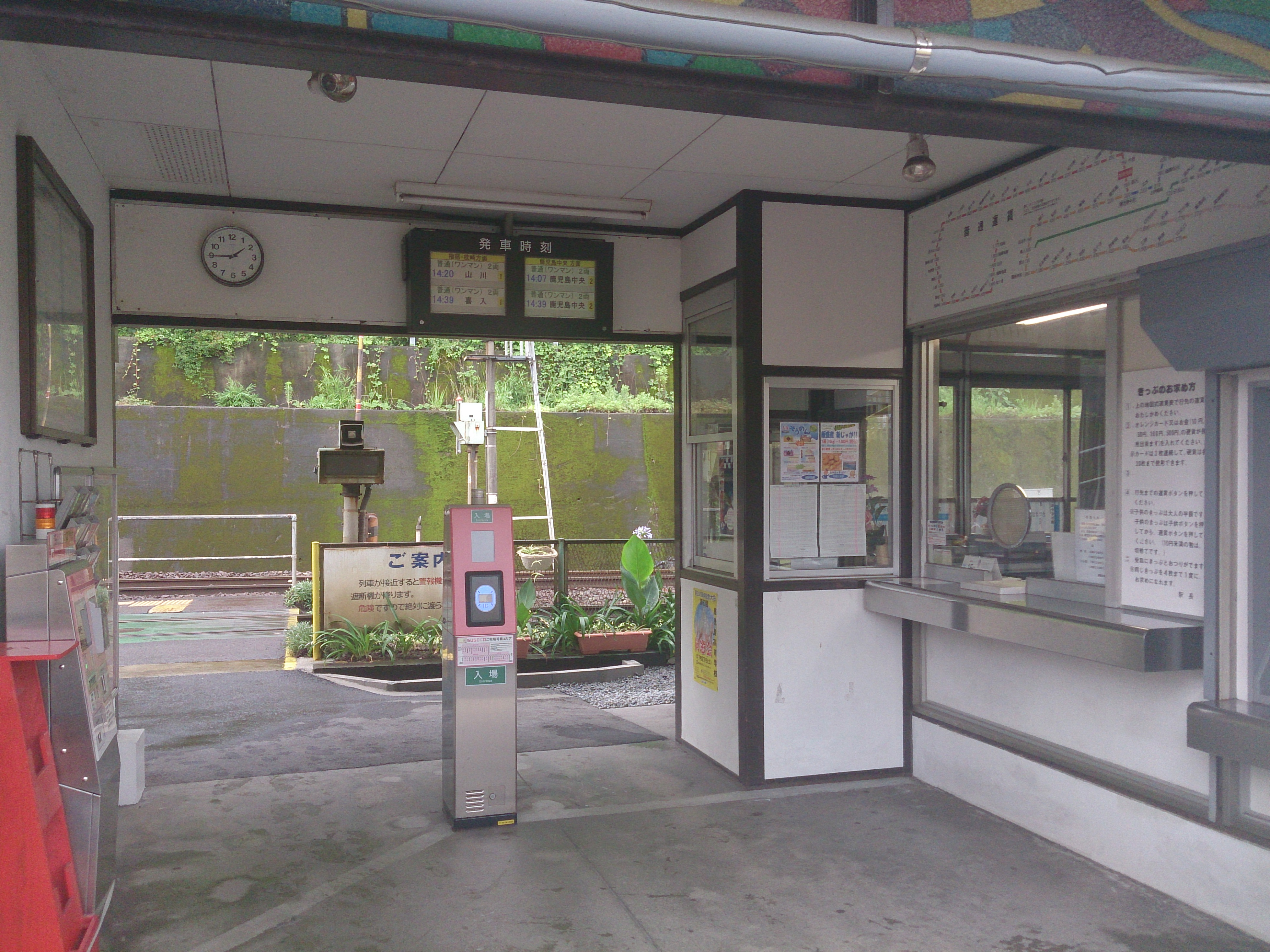
改札口（2013年6月）
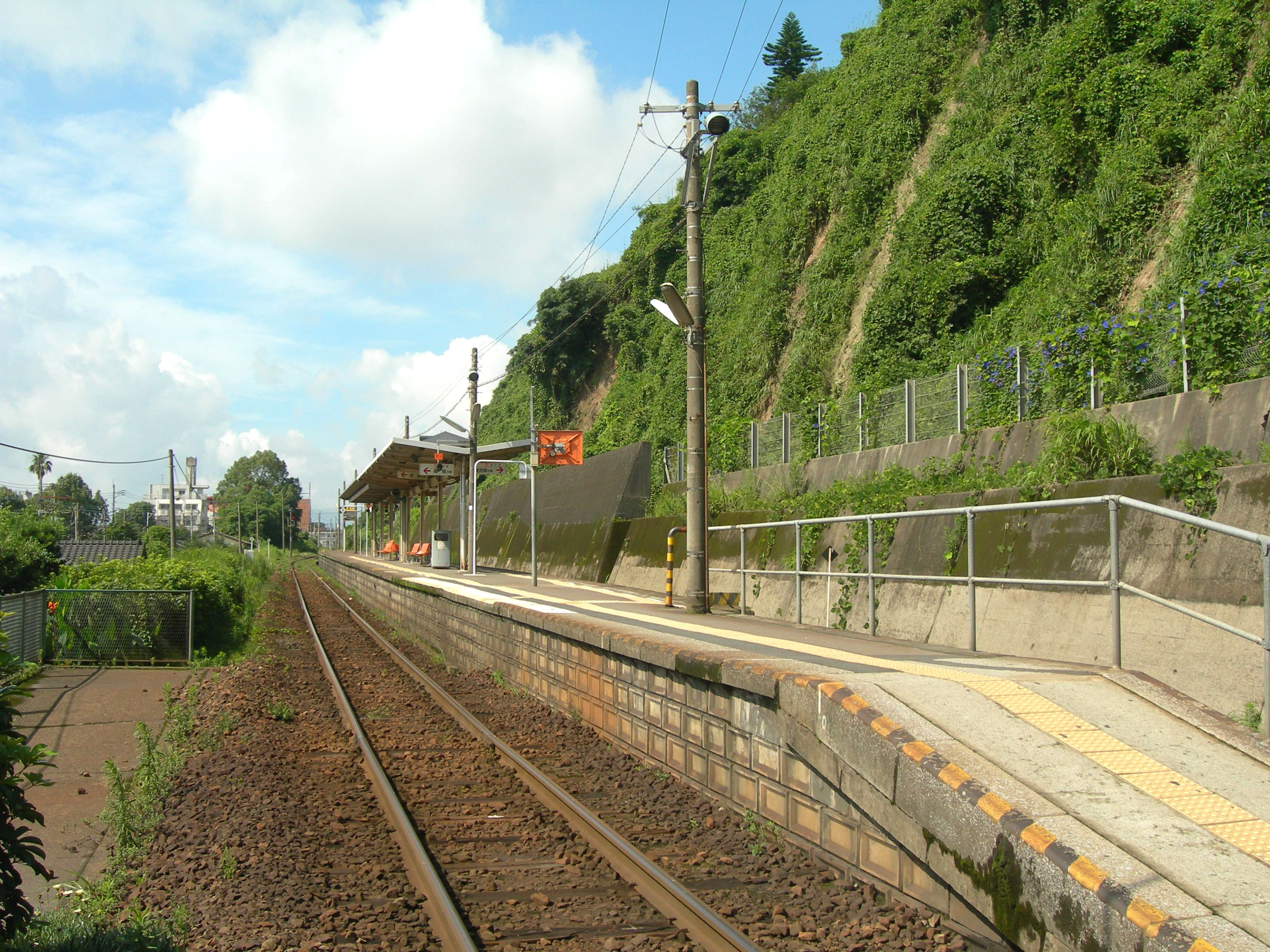
ホーム（2010年6月）

### 鹿児島市交通局
相対式ホーム2面2線を持つ。隣接する踏切で両ホームとの行き来ができる。道路側のホームに谷山方面、JR駅側のホームに鹿児島駅前方面の電車が発着する。両のりばともホーム幅が規定に足りないため車椅子の使用は不可。両のりばに電車接近表示機及びアナウンス装置がある。
当停留場は涙橋停留場付近から谷山停留場まで続いている専用軌道上にある。

#### のりば
- 1系統 - 郡元、騎射場、天文館、鹿児島駅前方面
- 1系統 - 谷山方面

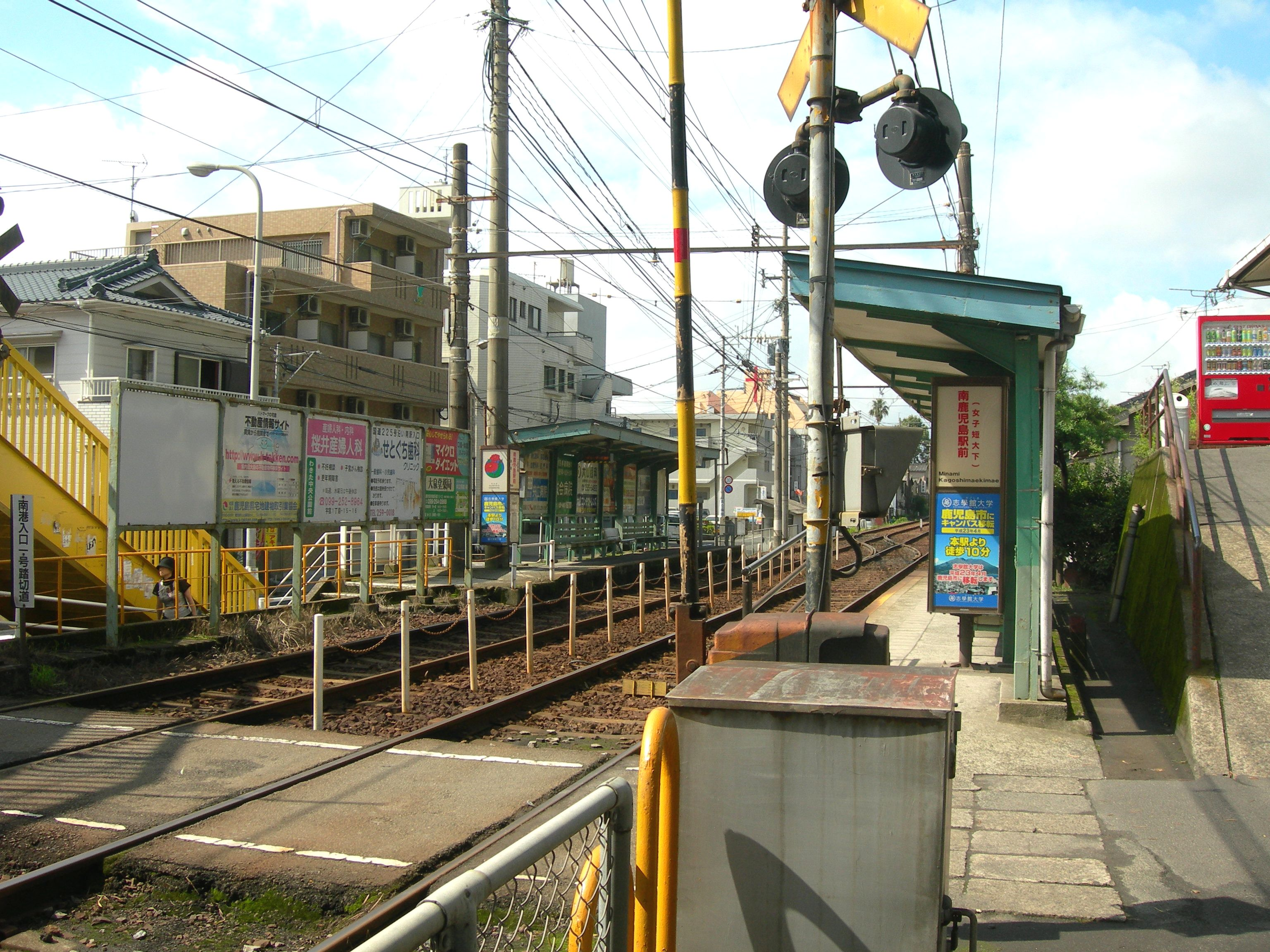
ホーム（2010年6月）

## 利用状況
- JR九州 - 2023年度の1日平均の乗車人員は1,298人である[7]。

指宿方面から市電に乗り換える利用者が多い。また鹿児島市電との並走区間内でのJR線の近距離利用者も少なくない。
| 年度 | 1日平均 乗車人員 | 1日平均 乗降人員 |
| ---- | ---------------- | ---------------- |
| 2000 | 1,323            |                  |
| 2001 | 1,384            |                  |
| 2002 | 1,378            |                  |
| 2003 | 1,351            |                  |
| 2004 | 1,403            |                  |
| 2005 | 1,400            |                  |
| 2006 | 1,400            |                  |
| 2007 | 1,374            | 2,773            |
| 2008 | 1,386            | 2,805            |
| 2009 | 1,134            | 2,320            |
| 2010 | 1,126            | 2,273            |
| 2011 | 1,311            | 2,636            |
| 2012 | 1,331            | 2,682            |
| 2013 | 1,334            | 2,695            |
| 2014 | 1,267            | 2,555            |
| 2015 | 1,275            | 2,575            |
| 2016 | 1,263            |                  |
| 2017 | 1,295            |                  |
| 2018 | 1,317            |                  |
| 2019 | 1,344            |                  |
| 2020 | 1,214            |                  |
| 2021 | 1,174            |                  |
| 2022 | 1,221            |                  |
| 2023 | 1,298            |                  |

- 鹿児島市交通局　-

| 1日乗降人員推移 | 1日乗降人員推移 |
| 年度            | 1日平均人数     |
| --------------- | --------------- |
| 2010年          | 1,400           |
| 2011年          | 1,411           |
| 2012年          | 1,392           |
| 2013年          | 1,400           |
| 2014年          | 1,369           |
| 2015年          | 1,326           |
| 2016年          | 1,319           |
| 2017年          | 1,248           |
| 2018年          | 1,257           |
| 2019年          | 1,251           |

## 駅周辺
駅裏手の斜面の上は紫原台地と呼ばれ、紫原団地がある。駅前には居酒屋が軒を並べる一角がある。駅の周辺では幹線道路が交差しておりロードサイド店が進出している。交通量が多いため渋滞が発生する。
- 紫原陸橋
- 国道225号
- 志學館中等部・高等部
- 志學館大学
- 鹿児島市立南小学校
- 鹿児島市立南中学校
- 宮崎太陽銀行鹿児島南支店
- 南郡元郵便局
- 仁愛会病院
- 尾辻病院
- 自遊空間南鹿児島店
- 鹿児島第二合同庁舎：鹿児島地方気象台・第十管区海上保安本部
- 国家公務員宿舎
- びっくりドンキー
- とんかつ浜勝
- リンガーハット
- マックスバリュ東郡元店
- ヤマダデンキ家電住まいる館YAMADA鹿児島本店
- 独立行政法人高齢・障害・求職者雇用支援機構鹿児島支部鹿児島職業能力開発促進センター（愛称：ポリテクセンター鹿児島）
- トヨタカローラ鹿児島本店
- 鹿児島県庁舎
- 鹿児島市医師会病院
- 鹿児島県市町村自治会館

## バス路線
鹿児島交通の南鹿児島駅前バス停が利用可能である。
（下記は各系統の行先）

### 南鹿児島駅前バス停
| 南鹿児島駅前バス停（上り）−鹿児島県鹿児島市南郡元町 |                          |                        |
| 系統番号                                            | 経由地                   | 行先                   |
| 2                                                   | 騎射場・天文館           | 水族館前               |
| 2                                                   | 騎射場・天文館           | 鹿児島駅前             |
| 4                                                   | 鹿児島中央駅・天文館     | 鹿児島駅前             |
| 5                                                   | 鹿児島中央駅・天文館     | 金生町                 |
| 6                                                   | 騎射場・天文館           | 金生町                 |
| 6-2                                                 | 騎射場・天文館           | 市役所前               |
| 7                                                   | 騎射場・天文館           | 金生町                 |
| 8                                                   | 騎射場・天文館           | 金生町                 |
| 9                                                   | 騎射場・天文館           | 市役所前               |
| 14                                                  | 騎射場・天文館           | 金生町                 |
| 種別                                                | 経由地                   | 行先                   |
| 準急                                                | 鹿児島中央駅・天文館     | 金生町                 |
| 普通                                                | 鹿児島中央駅・天文館     | 金生町                 |
| 普通                                                | 大門口                   | 金生町                 |
| 南鹿児島駅前バス停（下り）−鹿児島県鹿児島市東郡元町 |                          |                        |
| 系統番号                                            | 経由地                   | 行先                   |
| 2                                                   | 谷山駅前・坂之上         | 動物園                 |
| 4                                                   | 脇田・笹貫               | イオン鹿児島           |
| 4                                                   | イオン鹿児島・坂之上     | 慈眼寺団地             |
| 5                                                   | 七ツ島                   | 七ツ島1丁目            |
| 5                                                   | 谷山港・七ツ島           | 七ツ島1丁目            |
| 6                                                   | 恵比須中央・慈眼寺公園前 | 慈眼寺団地             |
| 6                                                   | 生協病院前・慈眼寺公園前 | 慈眼寺団地             |
| 6-2                                                 | 新和田橋・慈眼寺公園前   | 慈眼寺団地             |
| 7                                                   | 坂之上・国際大学前       | 慈眼寺団地             |
| 8                                                   | 竹ノ迫・自由ヶ丘         | ふれあいスポーツランド |
| 8                                                   | 竹ノ迫・自由ヶ丘         | 中山団地中央           |
| 9                                                   | 日之出町                 | 紫原                   |
| 14                                                  | 脇田・脇田電停前         | 大学病院前             |
| 種別                                                | 経由地                   | 行先                   |
| 準急                                                | 谷山駅前・伊作           | 加世田                 |
| 普通                                                | 谷山駅前                 | 伊作                   |
| 普通                                                | 谷山駅前・川辺高校       | 枕崎                   |
| 普通                                                | 谷山駅前・平川           | 特攻観音入口           |
| 普通                                                | 谷山駅前・平川           | 山川桟橋               |
| 直行                                                |                          | ニュータウン中央       |

## 隣の駅
九州旅客鉄道（JR九州）
■指宿枕崎線
■快速「なのはな」・■普通
郡元駅 - 南鹿児島駅 - 宇宿駅
鹿児島市交通局
鹿児島市電1系統
涙橋停留場 - 南鹿児島駅前停留場 - 二軒茶屋停留場